# Крик птицы
«Крик птицы», также известен как «Зов горлицы», «Крик кроншнепа» (араб. دعاء الكروان‎) — фильм снятый в 1959 году режиссёром Генри Баракатом по одноимённому роману Хуссейна Таха.

## Сюжет
Отец Amna промышляет разбоем. Его убивают. По настоянию её дяди, Gaber, из деревни изгоняют Amna, её мать и старшую сестру Henadi.
Они попадают в город. Дочери устраиваются на работу служанками: Amna — в дом городского начальника, Henadi — в дом инженера. Дочь начальника Khadiga, ровесница Amna, учит Amna писать и читать.
Инженер соблазняет Henadi, после чего мать решает вернуться с дочерьми в деревню. По дороге дядя убивает Henadi за позор, которым она покрыла семью.
Amna возвращается в город, на своё место работы. Она узнаёт, что Henadi — не единственная соблазнённая инженером, и решает отомстить ему. Инженер сватается к Khadiga, но Amna рассказывает про жениха матери Khadiga, и свадьба расстраивается.
Amna устраивается служанкой в дом инженера. Тот пытается овладеть ею. Amna хочет отравить его, но у неё не хватило мужества на это.
Amna начинает флиртовать с инженером, надеясь, что от неразделённой любви тот кончит плохо. Инженер полюбил Amna, и она тоже не была равнодушна к нему.
Инженер предлагает ей выйти за него замуж. Amna отказывается, рассказывая о Henadi и своих истинных мотивах. Она решает уйти. Её пытается застрелить Gaber, но инженер прикрывает Amna своим телом и погибает.

## Премьеры
- Египет — 8 октября 1959 года состоялась национальная премьера фильма в Каире[2].
- Западный Берлин — в июне 1960 года состоялась европейская премьера фильма в рамках 10-го МКФ в Западном Берлине[1].

## Номинации
10-й МКФ в Западном Берлине
- номинация на главный приз фестиваля «Золотой медведь»

## Комментарии
1. ↑  Русское название «Крик птицы» распространено в советском киноведении, под этим названием фильм фигурирует в Бюллетене Госфильмофонда СССР «Кино и время» (выпуск 2, книга вторая, стр. 278) и в сборнике «Актёры зарубежного кино» (выпуск 2-й, статья об актрисе Фатен Хамама, о данном фильме — стр. 133). Под названием «Крик кроншнепа» фильм упоминается в сети на сайтах «КиноПоиск» и IMDb.